# Alessandro Toeschi
Alessandro Toeschi (* um 1700 in Rom; † 15. Oktober 1758 in Mannheim) war ein italienischer Violinist, Konzertmeister und Komponist.

## Leben und Wirken
Alessandro Toeschi entstammte einer alten italienischen Adelsfamilie, die den Namen Toëscha della Castella Monte führte. Der Vater war Kammervorsteher des Herzogs von Gravina und Fürsten Orsini. In jungen Jahren bereiste Alessandro England und danach Deutschland, wo er von 1719 bis 1724 als Hofmusiker beim Landgrafen Ernst Ludwig von Hessen-Darmstadt eine Anstellung fand. 1725 wurde er unter Giuseppe Antonio Brescianello 2. Konzertmeister am Hof von Württemberg. Ab diesem Zeitpunkt führte er den Namen Toeschi. Gemeinsam mit seiner Frau, einer Hofsängerin, bezog er ein Jahresgehalt von 1200 fl. Ab 1741 war Toeschi als Konzertmeister unter Johann Stamitz am Hof von Mannheim belegt. 1756 übertrug man ihm dort das Amt der Instrumental-Kirchenmusikdirektors. Seine Tochter Barbara Toeschi (1733–1763) wurde Tänzerin in Mannheim und heiratete den italienischen Cellisten Innozenz Danzi, deren Kinder die Sängerin Franziska Lebrun und der Komponist Franz Danzi waren. Sein Sohn Karl Joseph Toeschi war gemeinsam mit Christian Cannabich Konzertmeister des Mannheimer Orchesters und mit diesem ein erfolgreicher Vertreter der 2. Generation der Mannheimer Komponisten.
Die wenigen erhaltenen Werke Toeschis stehen dem italienischen Barock nahe. Das Konzert für 2 Violinen und Streicher ist von Antonio Vivaldi beeinflusst, der zeitweise in Diensten eines Bruders des Landgrafen Ernst Ludwig, dem Markgrafen Philipp von Hessen-Darmstadt, der Gouverneur von Mantua war, stand.